# Limonium
Limonium  es un género  de plantas  de la familia Plumbaginaceae.

## Descripción
El género tiene una  distribución cosmopolita en Europa, Asia, África, Australia y América del Norte. Con mucho, la mayor diversidad (más de 100 especies) se encuentra en la zona que se extiende desde las Islas Canarias hacia el este a través de la región del Mediterráneo al Asia central, por comparación, América del Norte sólo tiene 3 especies nativas.
Con plantas herbáceas perennes, que crecen 10-70 cm de altura a partir de un rizoma, unos pocos (principalmente de las Islas Canarias) son arbustos leñosos de hasta 2 m de altura. Muchas especies florecen en suelos salinos, por lo que son comunes cerca de las costas y en las marismas, y también en solución salina, yeso y suelos alcalinos en las zonas continentales interiores.
Las hojas son simples, enteras a lobuladas, y 1 a 30 cm de largo y 0,5-10 cm, la mayoría de las hojas se producen en una roseta basal densa, con los tallos florales teniendo sólo pequeñas hojas (brácteas). Las flores se producen en una ramificada panoja o corimbo, las flores individuales son pequeñas (4-10 mm de largo) con cinco lóbulos del cáliz y corola  y cinco estambres, el color de la flor es de color rosa, violeta y púrpura en la mayoría de las especies, de color blanco o amarilla en unas pocas. Muchas de las especies son apomícticas. El fruto es una pequeña cápsula que contiene una sola semilla, parcialmente rodeada por el cáliz persistente.

## Taxonomía
El género fue descrito por Philip Miller y publicado en The Gardeners Dictionary...Abridged...fourth edition vol. 2, en 1754.

#### Etimología
Limonium: prestado del latín līmōnǐum, -ǐi derivado del griego λειμωνιον, de λειμων, prado, que ya en la antigüedad designaba plantas de lugares húmedos. Evocado por Dioscórides y, más tarde, por Plinio el Viejo en su Naturalis Historia (20, 72).